# Municipio di Horšovský Týn
Il municipio di Horšovský Týn (in ceco Radnice v Horšovském Týně) si trova nell'omonimo comune del Distretto di Domažlice nella Regione di Plzeň, Repubblica Ceca. La sua storia inizia nel XVI secolo.

## Storia

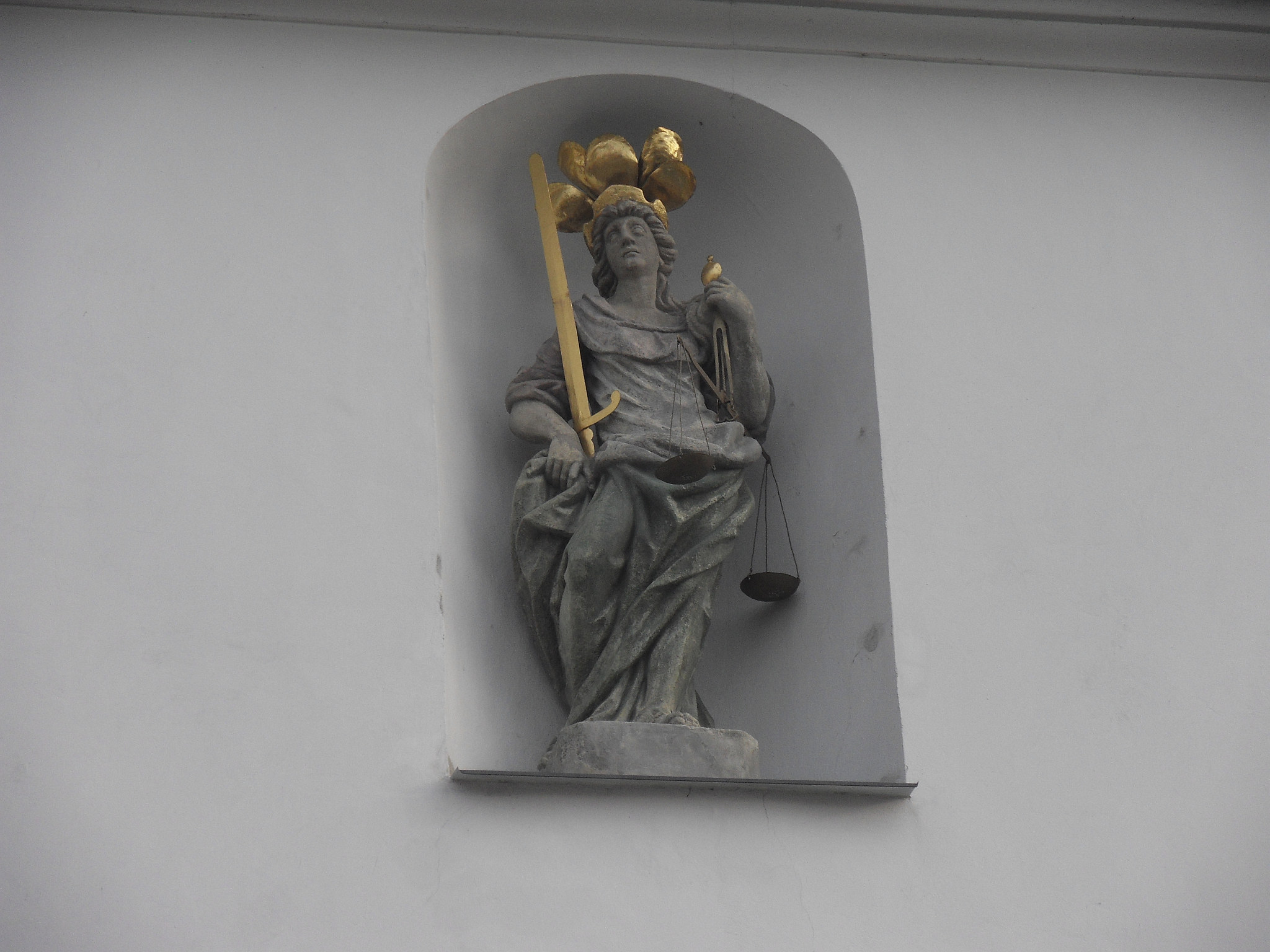
Statua raffigurante la Giustizia con la bilancia e la spada

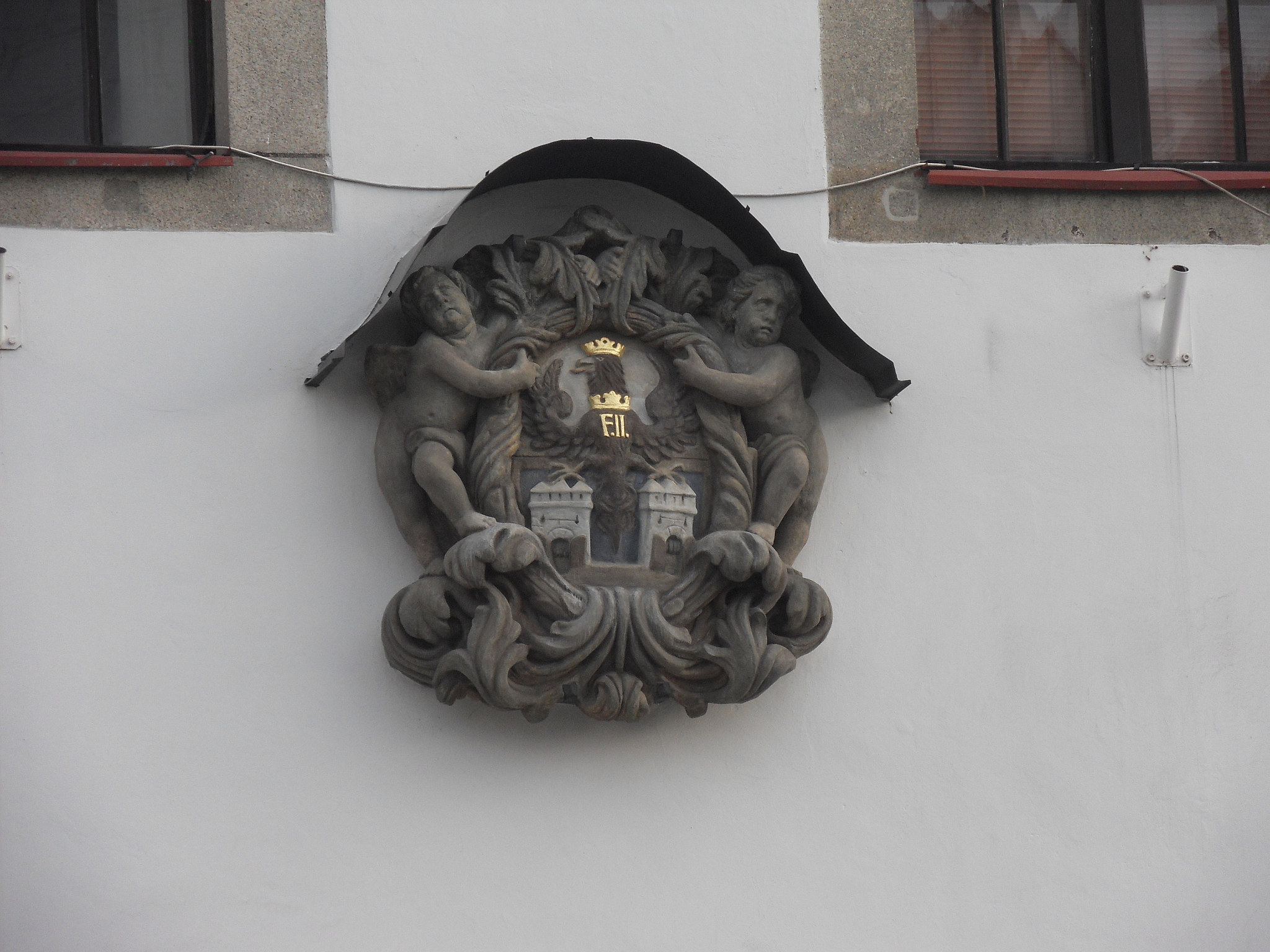
Stemma barocco della citta posto sulla facciata

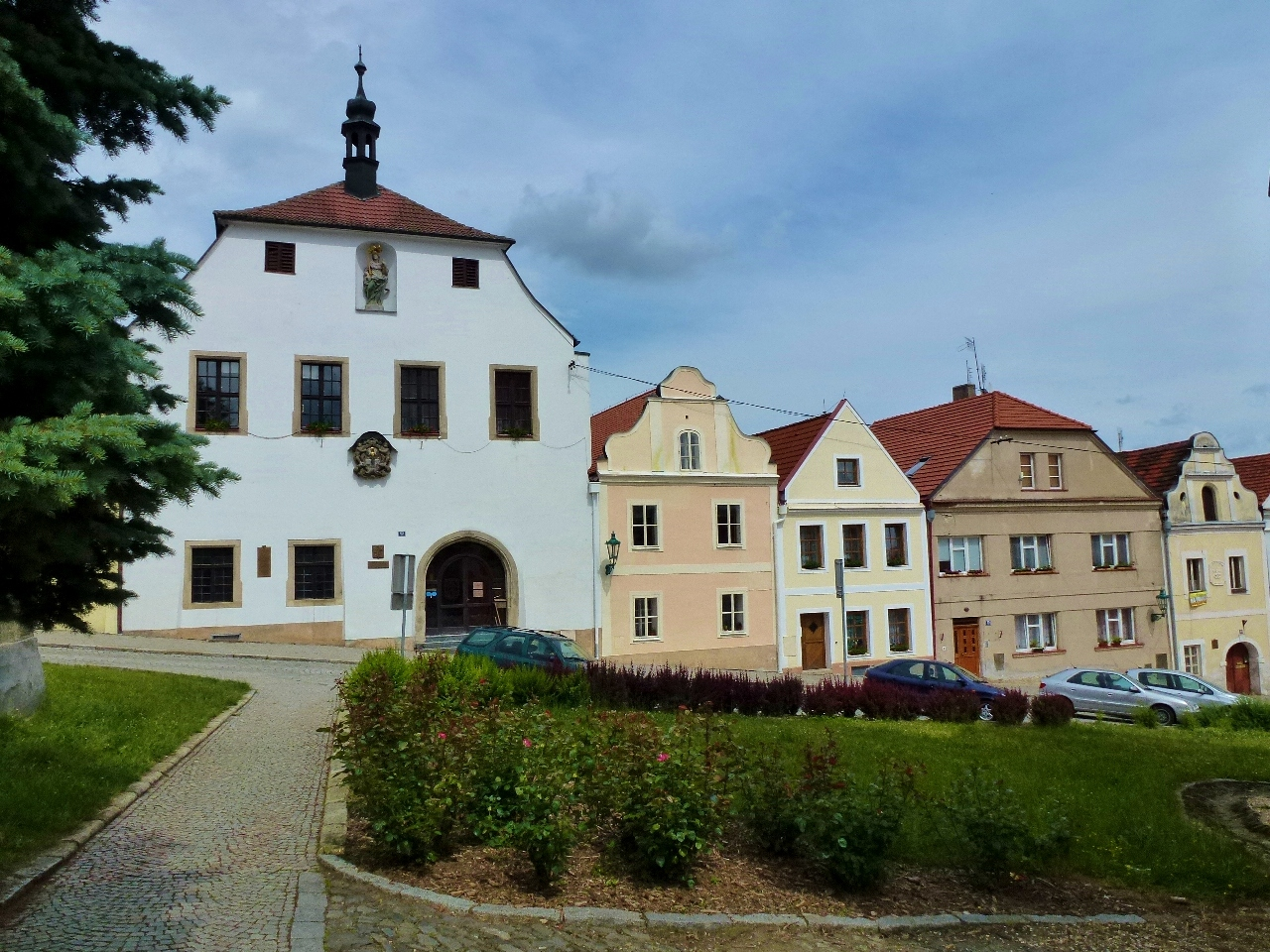
Edificio del municipio tra le altre case in piazza della Repubblica

L'edificio del municipio fu costruito all'inizio del XVI secolo in stile tardo gotico. Nel 1547 venne gravemente danneggiato da un incendio e fu necessaria la sua ricostruzione scegliendo in quel caso lo stile rinascimentale. Alla fine del XVII secolo, nel 1693, fu nuovamente ricostruito in stile barocco. Nel 1708 venne nuovamente danneggiato da un altro incendio e fu restaurato ancora una volta. Nel 1801 si incendiò per la terza volta fu necessario un ulteriore intervento per la sua messa in sicurezza. Gli ultimi lavori sulla struttura sono stati realizzati tra il 1964 e il 1967 ed hanno messo in risalto il nucleo gotico e rinascimentale con gli elementi costruttivi originali che si erano conservati.

## Descrizione
L'edificio municipale si trova in piazza della Repubblica (Náměstí Republiky) nel quartiere Město di Horšovský Týn, comune della Regione di Plzeň, Repubblica Ceca. Sulla facciata del municipio si trova lo stemma barocco del comune che nel 1622 ottenne la dignità di città dall'imperatore Ferdinando II d'Asburgo. Sopra di esso, in una nicchia sulla parte alta della facciata, si trova la statua raffigurante la Giustizia con la bilancia e la spada, anch'essa in stile barocco.

### Riserva monumentale cittadina della Repubblica Ceca
La tutela dei monumenti della Repubblica Ceca considera il municipio di Horšovský Týn, assieme agli altri edifici del centro, riserva monumentale cittadina dal 1953.